# Libor Sionko
Libor Sionko (ur. 1 lutego 1977 w Ostrawie) – piłkarz czeski grający na pozycji prawego pomocnika.

## Kariera klubowa
Sionko pochodzi z Ostrawy i jest wychowankiem tamtejszego klubu Baník Ostrawa. W sezonie 1993/1994 zadebiutował w jego barwach w pierwszej lidze czeskiej, ale oprócz debiutu nie zagrał ani razu do końca sezonu. Latem 1994 przeszedł do zespołu Železárny Třinec i przez dwa lata grał w drugiej lidze. Latem 1996 przeszedł do trzecioligowego VTJ Znojmo, ale po roku gry w tym klubie powrócił do Baníka. W sezonie 1997/1998 był już podstawowym zawodnikiem klubu i zajął z nim 4. miejsce w lidze, a rok później -5. W 1999 roku po Sionko zgłosiła się Sparta Praga. W 2000 roku Libor sięgnął po swój pierwszy tytuł mistrza kraju, a sukces ten powtórzył także w 2001 i 2003 roku, a w 2004 sięgnął po Puchar Czech. Ze Spartą występował także w rozgrywkach Ligi Mistrzów w sezonach 2001/2002 i 2003/2004.
Zimą 2004 Sionko przeszedł do austriackiego Grazer AK. W zespole tym wystąpił jednak tylko w 6 meczach, ale przyczynił się do wywalczenia pierwszego w historii mistrzostwa Austrii i czwartego Pucharu Austrii. Po sezonie odszedł jednak z klubu i podpisał dwuletni kontrakt z Austrią Wiedeń. W Austrii był jednym z czołowych zawodników, tworząc linię pomocy m.in. ze swoim rodakiem Štěpánem Vachouškiem. W sezonie 2004/2005 wystąpił z nią w Pucharze UEFA i zajął 3. miejsce w lidze, a w kolejnym (2005/2006) po raz drugi w karierze został mistrzem Austrii, a do tego sukcesu dołożył także krajowy puchar.
16 maja 2006 Sionko na zasadzie wolnego transferu przeszedł do Rangers F.C., z którymi podpisał 3-letni kontrakt. Razem z nim z Austrii trafili także Filip Šebo i Saša Papac. 30 lipca 2006 Libor zadebiutował w Scottish Premier League i w meczu z Motherwell FC (2:1) zdobył gola. Z powodu kontuzji opuścił jednak sporą liczbę meczów w lidze i wystąpił w niej zaledwie 18-krotnie. Zdobył 3 gole, a Rangers zostali wicemistrzami Szkocji.
Latem 2007 Sionko przeszedł do duńskiego FC København. Sumy transferu nie ujawniono, a zawodnik podpisał dwuletni kontrakt odrzucając wcześniej oferty z Paris Saint-Germain i AS Saint-Etienne. W 2010 roku trafił do Sparty Praga. W 2012 roku zakończył karierę.

## Kariera reprezentacyjna
W reprezentacji Czech Sionko zadebiutował 28 kwietnia 1999 roku w przegranym 1:2 towarzyskim meczu z Polską. Wcześniej był reprezentantem kraju w kategorii U-21, a w 2000 roku wystąpił z drużyną olimpijską na Igrzyskach Olimpijskich w Sydney, jednak Czesi zajęli na nich ostatnie miejsce w grupie.
W 2006 roku selekcjoner reprezentacji Karel Brückner powołał 23-osobową kadrę na Mistrzostwa Świata w Niemczech, jednak nie było w niej Sionko. Kontuzji doznał jednak Vladimír Šmicer i Libor zastąpił go w drużynie. Na turnieju w Niemczech wystąpił tylko w jednym spotkaniu, przegranym 0:2 z Ghaną.
Został powołany do kadry na Euro 2008.